# Actinemys
Actinemys – rodzaj żółwi z rodziny żółwi błotnych (Emydidae).

## Zasięg występowania
Rodzaj obejmuje gatunki występujące w zachodniej Ameryce Północnej (Stany Zjednoczone i Meksyk). 

## Systematyka

### Etymologia
Actinemys: gr. ακτις aktis, ακτινος aktinos „promień, blask”; εμυς emus, εμυδος emudos „żółw wodny”.

### Podział systematyczny
Do rodzaju należą następujące gatunki:
- Actinemys marmorata (Baird & Girard, 1852)
- Actinemys pallida (Seeliger, 1945)